# هورتينس دي بوهارنيه (ملكة هولندية)
هورتينس دي بوهارنيه (بالفرنسية: Hortense de Beauharnais)، وُلدت باسم أورتنز دي بوارنيه (بالفرنسية: de Beauharnais) في 10 أبريل 1783 وتوفيت في 5 أكتوبر 1837، كانت ملكة هولندا بصفتها زوجة الملك لويس بونابرت. وهي ابنة الإمبراطورة جوزفين دي بوارنيه، الزوجة الأولى للإمبراطور نابليون الأول، مما يجعلها ربيبة نابليون. تزوجت لاحقًا من شقيق نابليون لويس بونابرت فأصبحت زوجة أخيه، وحين نُصّب لويس ملكًا على هولندا عام 1806، أصبحت أورتنز ملكة القرينة لهولندا.
أنجبت من لويس ثلاثة أبناء: نابليون شارل بونابرت، ونابليون الثالث إمبراطور الفرنسيين، ولويس الثاني ملك هولندا. كما أنجبت ابنًا غير شرعي، هو شارل دوق مورني [الإنجليزية]، من علاقتها مع عشيقها الكونت دو فلاو [الإنجليزية].

## روابط خارجية
- أورتينس دي بوارنيه على موقع الموسوعة البريطانية (الإنجليزية)
- أورتينس دي بوارنيه على موقع ميوزك برينز (الإنجليزية)
- أورتينس دي بوارنيه على موقع ديسكوغز (الإنجليزية)